# Singapur Juniors
Das Singapur Juniors (auch Singapur Youth International Badminton Championships genannt) ist im Badminton die offene internationale Meisterschaft von Singapur für Junioren und damit das bedeutendste internationale Juniorenturnier in Singapur. Austragungen sind seit 2005 dokumentiert, wobei in diesem Jahr keine Wettkämpfe der U19 stattfanden und das Turnier noch Cheers Youth International genannt wurde. Derzeit werden Wettkämpfe in den Altersklassen U11, U13, U15, U17 und U19 ausgetragen, wovon jedoch nur die Ergebnisse der U19-Junioren in die Junioren-Weltrangliste einfließen.

## Die Sieger der Junioren
| Saison    | Herreneinzel             | Dameneinzel              | Herrendoppel                         | Damendoppel                                     | Mixed                   |
| --------- | ------------------------ | ------------------------ | ------------------------------------ | ----------------------------------------------- | ----------------------- |
| 2005      | kein Juniorenwettbewerb  | kein Juniorenwettbewerb  | kein Juniorenwettbewerb              | kein Juniorenwettbewerb                         | kein Juniorenwettbewerb |
| 2006      | Chan Kwong Beng          | nicht ausgetragen        | Chayut Triyachart Ricky Widianto     | nicht ausgetragen                               | nicht ausgetragen       |
| 2007      | Nandang Arif Saputra     | nicht ausgetragen        | Chayut Triyachart Ricky Widianto     | nicht ausgetragen                               | nicht ausgetragen       |
| 2009      | Robin Gonansa            | Thng Ting Ting           | Subhan Hasan Agripina Prima Rahmanto | Ery Oktaviani Adriyana Dian Fitriani            | nicht ausgetragen       |
| 2010      | Huang Chao               | Ratchanok Intanon        | Wannawat Ampunsuwan Tinn Isriyanet   | Aris Budiharti Dian Fitriani                    | nicht ausgetragen       |
| 2011      | Wan Chia-hsin            | Hana Ramadhini           | Wang Chih-hao Tien Tzu-chieh         | Puttita Supajirakul Wiranpatch Hongchookeat     | nicht ausgetragen       |
| 2012      | Kittiphon Chairojkanjana | Sarita Suwannakitborihan | Kittisak Namdash Peeranat Boontun    | Maetenee Phattanaphitoon Thamolwan Poopradubsil | nicht ausgetragen       |
| 2013      | Cheam June Wei           | Yeo Jia Min              | Loh Kean Hean Terry Hee              | Citra Putri Sari Dewi Liang Yun                 | nicht ausgetragen       |
| 2014      | Chen Chun-wei            | Manassanan Lerthattasin  | Alwi Mahardika Giovani Dicky Oktavan | Ruethaichanok Laisuan Supamart Mingchua         | nicht ausgetragen       |
| 2015      | Sahil Sipani             | Lin Hsiang-ti            | Christian Bernardo Alvin Morada      | Alyssa Leonardo Thea Marie Pomar                | nicht ausgetragen       |
| 2016      | Lee Chia-hao             | Huang Yin-hsuan          | Andy Kwek Lee Jian Liang             | Anna Cheong Ching Yik Wong Kha Yan              | nicht ausgetragen       |
| 2017      | Kunlavut Vitidsarn       | Pattarasuda Chaiwan      | Abel Tan Wen Xing Toh Han Zhuo       | Nurul Farisha Abd Malek Ng Qi Xuan              | nicht ausgetragen       |
| 2018      | Jason Teh Jia Heng       | Pornpicha Choeikeewong   | Wei Chun-wei Wu Guan-xun             | nicht ausgetragen                               | nicht ausgetragen       |
| 2019      | Liao Jhuo-fu             | Anastasiia Shapovalova   | Liao Jhuo-fu Lu Wei-Hsuan            | Da Gu La Wai E Si Le Po Yang Yi-hsun            | nicht ausgetragen       |
| 2020 2024 | nicht ausgetragen        | nicht ausgetragen        | nicht ausgetragen                    | nicht ausgetragen                               | nicht ausgetragen       |